# 艾城镇
艾城镇，是中华人民共和国江西省九江市永修县下辖的一个乡镇级行政单位。 区域面积67.1平方千米。

## 行政区划
艾城镇下辖以下地区：
艾城街社区、九圆社区、艾城村、小桥村、郭东村、东门村、鹊湖村、高桥村、西津村、朱村、阳山村、千田村、青山村和马湾村。

## 交通
- 京九铁路：杨家岭站